# 北空知
北空知（きたそらち）は、北海道の空知総合振興局管内における地域区分の一つ。

## 概要
空知管内を北空知・中空知・南空知に三区分した地域の一つで、令制国の石狩国雨竜郡に属した領域にほぼ相当するが深川市の南部は空知郡音江村に属していたので完全には一致しない。
2010年（平成22年）に施行された北海道総合振興局設置条例では雨竜郡に属する幌加内町が旧空知支庁から上川総合振興局に所属が移動したが、地域内の1市5町で構成する北空知圏振興協議会においては幌加内町も引き続きオブザーバーの地位で参加している。なお、雨竜町は深川市よりも滝川市との結び付きを優先して中空知に区分される場合もあるため、北空知圏振興協議会には参加していない。
2004年（平成16年）には深川市の主導で法定合併協議会が設置され、深川市の他に秩父別町・妹背牛町・北竜町・幌加内町の4町が参加したが深川市以外の4町は合併を拒否し、2005年（平成17年）1月に協議会は解散された。

### 北海道内の地域区分における北空知
空知管内は原則として、隣接する石狩振興局管内と合わせて道央地域に分類されるが、北空知に関しては幌加内町の所属移動に見られるように上川管内の旭川市との地理的・経済的な結び付きの強さを考慮して道北地域に区分される場合がある。北空知を道北・中空知と南空知を道央と区分している主な事例は以下の通りである。以下の区分における北空知はいずれも雨竜町を含んでいる。
北海道運輸局旭川運輸支局
北空知で登録された自動車に対して「旭川」ナンバーを交付している。中空知と南空知は札幌市の本局が交付する「札幌」ナンバーの区域。
北海道警察旭川方面本部
中空知・南空知が札幌市の北海道警察本部直轄とされているのに対し、北空知は旭川方面本部の管轄とされている。
旭川地方裁判所・旭川地方検察庁
北空知が旭川地裁の管轄区域に含まれる。地裁・地検支部は存在しないが、深川簡易裁判所と深川区検察庁が置かれている。
NHK旭川放送局
北空知を放送区域に含んでいる。中空知・南空知は札幌放送局の放送区域。

## 北空知に含まれる自治体
- 深川市
- 雨竜郡
  - 妹背牛町
  - 秩父別町
  - 北竜町
  - 沼田町
  - 雨竜町 - 中空知に含まれる場合もある。

上記の他、2010年3月までは雨竜郡幌加内町も含まれていた。